# Combinata nordica ai II Giochi olimpici invernali
Nella combinata nordica ai II Giochi olimpici invernali fu disputata una sola gara, il 17 e il 18 febbraio, che assegnò solo le medaglie olimpiche (a differenza di salto e fondo, i cui titoli furono validi anche come Campionati mondiali di sci nordico.

## Risultati
Presero il via 35 atleti di 14 diverse nazionalità, ma la competizione per il podio fu egemonizzata dagli sciatori norvegesi. La prima prova disputata, il 17 febbraio, fu la 18 km di sci di fondo e si trattò della medesima gara valida di per sé per l'assegnazione dei titoli olimpici e iridati nella disciplina. Johan Grøttumsbråten s'iscrisse a entrambe le competizioni e chiuse al primo, seguito, tra i combinatisti, dal connazionale Hans Vinjarengen e dal finlandese Esko Järvinen; l'altro norvegese Jon Snersrud chiuse ottavo. La prova dal trampolino, il 18 febbraio sull'Olympiaschanze, si svolse su due salti. Grøttumsbråten fu ottavo, ma il grande vantaggio acquisito nella prova di salto gli bastò per confermare la prima posizione; Vinjarengen cadde nel primo salto, però un buon secondo gli consentì di chiudere diciannovesimo, posizione sufficiente per ribadire la sua seconda piazza. Il sedicesimo posto non bastò invece a Järvinen per andare a medaglia, poiché fu sopravanzato da Snersrud, terzo nel salto. Ai primi due posti dal trampolino si piazzarono il cecoslovacco Rudolf Burkert e l'italiano Vitale Venzi.

### Prova di fondo 18Km
| Pos. | Atleta               | Nazione        | Tempo    | PC     |
| ---- | -------------------- | -------------- | -------- | ------ |
| 1    | Johan Grøttumsbråten | Norvegia       | 1h37'01" | 20,000 |
| 2    | Hans Vinjarengen     | Norvegia       | 1h41'44" | 17,750 |
| 3    | Esko Järvinen        | Finlandia      | 1h46'23" | 15,375 |
| 4    | Paavo Nuotio         | Finlandia      | 1h48'46" | 14,125 |
| 5    | Ludwig Böck          | Germania       | 1h48'56" | 14,125 |
| 6    | Bronisław Czech      | Polonia        | 1h48'58" | 14,125 |
| 7    | Ole Kolterud         | Norvegia       | 1h50'17" | 13,375 |
| 8    | Otakar Německý       | Cecoslovacchia | 1h50'20" | 13,375 |
| 9    | Jon Snersrud         | Norvegia       | 1h50'51" | 13,125 |
| 10   | Harald Paumgarten    | Austria        | 1h51'43" | 12,750 |
| 11   | Sven Eriksson        | Svezia         | 1h52'20" | 12,375 |
| 12   | Gustl Müller         | Germania       | 1h52'43" | 12,250 |
| 13   | David Zogg           | Svizzera       | 1h55'56" | 10,625 |
| 14   | Adolf Rubi           | Svizzera       | 1h56'40" | 10,250 |
| 15   | Walter Glaß          | Germania       | 1h59'43" | 8,750  |
| 16   | Franz Wende          | Cecoslovacchia | 2h00'50" | 8,125  |
| 17   | Stephan Lauener      | Svizzera       | 2h00'57" | 8,125  |
| 18   | Max Kröckel          | Germania       | 2h00'59" | 8,125  |
| 19   | Walter Buchberger    | Cecoslovacchia | 2h02'36" | 7,250  |
| 20   | Sakuta Takefushi     | Giappone       | 2h04'20" | 6,375  |
| 21   | Rudolf Burkert       | Cecoslovacchia | 2h04'24" | 6,375  |
| 22   | Karl Neuner          | Germania       | 2h04'25" | 6,375  |
| 23   | Hans Eidenbenz       | Svizzera       | 2h05'26" | 5,875  |
| 24   | Stanisław Motyka     | Polonia        | 2h08'31" | 4,250  |
| 25   | Vitale Venzi         | Italia         | 2h09'28" | 3,875  |
| 26   | Martial Payot        | Francia        | 2h09'42" | 3,750  |
| 27   | William Thompson     | Canada         | 2h12'24" | 2,375  |
| 28   | Aleksander Rozmus    | Polonia        | 2h12'26" | 2,375  |
| 29   | Klébert Balmat       | Francia        | 2h16'40" | 0,250  |
| 30   | Merritt Putman       | Canada         | 2h22'40" | 0,000  |
| 31   | Anders Haugen        | Stati Uniti    | 2h30'30" | 0,000  |
| 32   | Charles Proctor      | Stati Uniti    | 2h35'00" | 0,000  |
| 33   | Rolf Monsen          | Stati Uniti    | 2h48'00" | 0,000  |
| -    | Marcel Beraud        | Francia        | DNF      | 0,000  |
| -    | Gyula Szepes         | Ungheria       | DNF      | 0,000  |

### Prova di salto
| Pos. | Atleta               | Nazione        | Salti | Salti | Punteggi giudici  | Punteggi giudici    | Punteggi giudici    | PC     |
| Pos. | Atleta               | Nazione        | 1     | 2     | Svezia (bandiera) | Germania (bandiera) | Svizzera (bandiera) | PC     |
| ---- | -------------------- | -------------- | ----- | ----- | ----------------- | ------------------- | ------------------- | ------ |
| 1    | Rudolf Burkert       | Cecoslovacchia | 61,0  | 62,5  | 18,875            | 18,875              | 18,750              | 18,833 |
| 2    | Vitale Venzi         | Italia         | 52,0  | 60,5  | 17,125            | 16,750              | 17,000              | 16,958 |
| 3    | Jon Snersrud         | Norvegia       | 60,5  | 52,0  | 16,750            | 17,500              | 16,500              | 16,917 |
| 4    | Stephan Lauener      | Svizzera       | 50,5  | 59,0  | 16,750            | 16,625              | 16,250              | 16,542 |
| 5    | Sven Eriksson        | Svezia         | 51,5  | 57,5  | 16,312            | 16,312              | 16,312              | 16,312 |
| 6    | Max Kröckel          | Germania       | 53,5  | 51,5  | 15,937            | 15,687              | 15,812              | 15,812 |
| 7    | Paavo Nuotio         | Finlandia      | 52,5  | 52,5  | 15,937            | 15,687              | 15,562              | 15,729 |
| 8    | Johan Grøttumsbråten | Norvegia       | 49,5  | 56,0  | 15,500            | 16,000              | 15,500              | 15,667 |
| 9    | Hans Eidenbenz       | Svizzera       | 47,5  | 51,5  | 14,933            | 15,687              | 15,062              | 15,227 |
| 10   | Aleksander Rozmus    | Polonia        | 49,0  | 56,5  | 15,125            | 15,250              | 15,125              | 15,187 |
| 11   | Walter Glaß          | Germania       | 45,0  | 55,0  | 15,187            | 15,062              | 15,062              | 15,104 |
| 12   | Adolf Rubi           | Svizzera       | 46,5  | 54,0  | 15,000            | 14,875              | 15,125              | 15,000 |
| 13   | Anders Haugen        | Stati Uniti    | 51,0  | 49,0  | 15,062            | 15,187              | 14,437              | 14,895 |
| 14   | Walter Buchberger    | Cecoslovacchia | 49,5  | 50,5  | 14,062            | 15,062              | 14,562              | 14,562 |
| 15   | Charles Proctor      | Stati Uniti    | 47,0  | 51,5  | 14,750            | 14,500              | 14,000              | 14,417 |
| 16   | Esko Järvinen        | Finlandia      | 46,0  | 48,0  | 13,437            | 14,863              | 14,437              | 14,246 |
| 17   | David Zogg           | Svizzera       | 47,0  | 47,0  | 13,312            | 13,437              | 12,812              | 13,187 |
| 18   | Ole Kolterud         | Norvegia       | 59,0  | 65,5  | 13,500            | 12,375              | 12,875              | 12,917 |
| 19   | Hans Vinjarengen     | Norvegia       | 59,5  | 61,0  | 12,437            | 13,312              | 12,812              | 12,854 |
| 20   | Otakar Německý       | Cecoslovacchia | 40,0  | 48,5  | 12,222            | 13,250              | 12,375              | 12,616 |
| 21   | Ludwig Böck          | Germania       | 36,0  | 48,0  | 11,812            | 12,687              | 12,687              | 12,395 |
| 22   | Martial Payot        | Francia        | 38,0  | 46,5  | 11,625            | 12,500              | 12,000              | 12,042 |
| 23   | Bronisław Czech      | Polonia        | 51,0  | 60,5  | 11,500            | 11,250              | 10,750              | 11,166 |
| 24   | Harald Paumgarten    | Austria        | 38,5  | 38,0  | 10,750            | 11,125              | 11,000              | 10,958 |
| 25   | Stanisław Motyka     | Polonia        | 38,5  | 37,5  | 10,812            | 10,812              | 10,812              | 10,812 |
| 26   | Merritt Putman       | Canada         | 35,0  | 37,5  | 9,875             | 9,375               | 9,875               | 9,708  |
| 27   | Klébert Balmat       | Francia        | 47,0  | 55,5  | 8,500             | 8,500               | 8,000               | 8,333  |
| 28   | Gustl Müller         | Germania       | 41,5  | 60,5  | 8,062             | 7,812               | 8,062               | 7,978  |

### Classifica Finale
| Pos.    | Atleta               | Nazione        | Punti Fondo | Punti Salto | Media Punti |
| ------- | -------------------- | -------------- | ----------- | ----------- | ----------- |
| Oro     | Johan Grøttumsbråten | Norvegia       | 20,000      | 15,667      | 17,833      |
| Argento | Hans Vinjarengen     | Norvegia       | 17,750      | 12,854      | 15,302      |
| Bronzo  | Jon Snersrud         | Norvegia       | 13,125      | 16,917      | 15,021      |
| 4       | Paavo Nuotio         | Finlandia      | 14,125      | 15,729      | 14,927      |
| 5       | Esko Järvinen        | Finlandia      | 15,375      | 14,246      | 14,810      |
| 6       | Sven Eriksson        | Svezia         | 12,375      | 16,312      | 14,344      |
| 7       | Ludwig Böck          | Germania       | 14,125      | 12,395      | 13,260      |
| 8       | Ole Kolterud         | Norvegia       | 13,375      | 12,917      | 13,146      |
| 9       | Otakar Německý       | Cecoslovacchia | 13,375      | 12,616      | 12,995      |
| 10      | Bronisław Czech      | Polonia        | 14,125      | 11,166      | 12,645      |
| 11      | Adolf Rubi           | Svizzera       | 10,250      | 15,000      | 12,625      |
| 12      | Rudolf Burkert       | Cecoslovacchia | 6,375       | 18,833      | 12,604      |
| 13      | Stephan Lauener      | Svizzera       | 8,125       | 16,542      | 12,333      |
| 14      | Max Kröckel          | Germania       | 8,125       | 15,812      | 11,968      |
| 15      | Walter Glaß          | Germania       | 8,750       | 15,104      | 11,927      |
| 16      | David Zogg           | Svizzera       | 10,625      | 13,187      | 11,906      |
| 17      | Harald Paumgarten    | Austria        | 12,750      | 10,958      | 11,854      |
| 18      | Walter Buchberger    | Cecoslovacchia | 7,250       | 14,562      | 10,906      |
| 19      | Hans Eidenbenz       | Svizzera       | 5,875       | 15,227      | 10,551      |
| 20      | Vitale Venzi         | Italia         | 3,875       | 16,958      | 10,416      |
| 21      | Gustl Müller         | Germania       | 12,250      | 7,978       | 10,114      |
| 22      | Aleksander Rozmus    | Polonia        | 2,375       | 15,187      | 8,781       |
| 23      | Martial Payot        | Francia        | 3,750       | 12,042      | 7,896       |
| 24      | Stanisław Motyka     | Polonia        | 4,250       | 10,812      | 7,531       |
| 25      | Anders Haugen        | Stati Uniti    | 0,000       | 14,895      | 7,447       |
| 26      | Charles Proctor      | Stati Uniti    | 0,000       | 14,417      | 7,208       |
| 27      | Merritt Putman       | Canada         | 0,000       | 9,708       | 4,854       |
| 28      | Klébert Balmat       | Francia        | 0,250       | 8,333       | 4,291       |

## Medagliere
| Posizione | Paese    |   |   |   | Totale |
| --------- | -------- | - | - | - | ------ |
| 1         | Norvegia | 1 | 1 | 1 | 3      |
| Totale    | Totale   | 1 | 1 | 1 | 3      |